# Bakkersboschgroeve
De Bakkersboschgroeve of Bakkersbosch Groeve is een Limburgse mergelgroeve bij Cadier en Keer in de Nederlandse gemeente Eijsden-Margraten. De ondergrondse groeve ligt onder de Keerberg onder het terrein van het Missiehuis ten noordoosten van de Rijksweg (N278).
Naar het westen liggen de Scharnderberggroeve, de Oude Groeve Sint-Joseph, de Nieuwe Groeve Sint-Joseph en de Heerderberggroeve. Naar het noorden ligt de golfbaan van Golfvereniging Het Rijk van Margraten.
De groeve ligt aan de westelijke rand van het Plateau van Margraten in de overgang naar het Maasdal.

## Geschiedenis
In 1892 openden de paters van de Sociëteit voor Afrikaanse Missiën een winkel waar ze wijn verkochten die afkomstig was van het Griekse eiland Samos. Met het geld dat deze wijnhandel opleverde konden ze een priesterinternaat financieren.
In 1961 verkochten de paters het wijnhuis.
In de jaren 1990 kwam Caves Cadier in handen van Wijnmakelaarsunie die de locatie in 2015 te koop zette.
In 2017 kwam Caves Cadier met wijnkelder in de groeve in handen van het Maastrichtse Wijnhuis Sauter dat hier het hoofdkantoor vestigde.

## Groeve
De groeve is toegankelijk vanuit het westen via het bedrijfsgebouw van Caves Cadier die hier een wijnkelder exploiteerde. Ook is de groeve toegankelijk via een trap vanuit de kelder van het Missiehuis. De trap wordt overwelft door een booggewelf van gemetselde mergelblokken. Ook is er een schacht die vanuit de groeve in de tuin van het Missiehuis uitkomt.
1. 1 2  De paters van Bakkerbösj jubileren. Gearchiveerd op 6 februari 2023.
2. 1 2  De ondergrondse kalksteengroeven in Zuid-Limburg
3. ↑  Topografische hoogtekaart. Gearchiveerd op 4 oktober 2022.
4. 1 2 3  Caves Cadier in de verkoop, De Limburger, 13 oktober 2015. Gearchiveerd op 5 augustus 2019.
5. ↑  Wijnhuis Sauter na 114 jaar weg uit Maastricht, 9 oktober 2017. Gearchiveerd op 5 augustus 2019.
6. ↑  Bakkersbosch Groeve. Gearchiveerd op 5 augustus 2019.